# Église Notre-Dame-au-Cierge d'Épinal
L'église Notre-Dame-au-Cierge d'Épinal est une église paroissiale de culte catholique romain située dans la ville d'Épinal dans le département des Vosges. Édifice représentatif du renouveau de l'architecture religieuse chrétienne, cette église remplace la première Notre-Dame d'Épinal, construite en 1900 et détruite par les bombardements en 1944. La nouvelle Notre-Dame-au-Cierge date de 1956. L'église fait partie des trois édifices lorrains retenus par le ministère de la Culture pour recevoir le label XXe siècle. Elle est classée monument historique depuis 2011.

## Historique

### De sa première construction à sa destruction

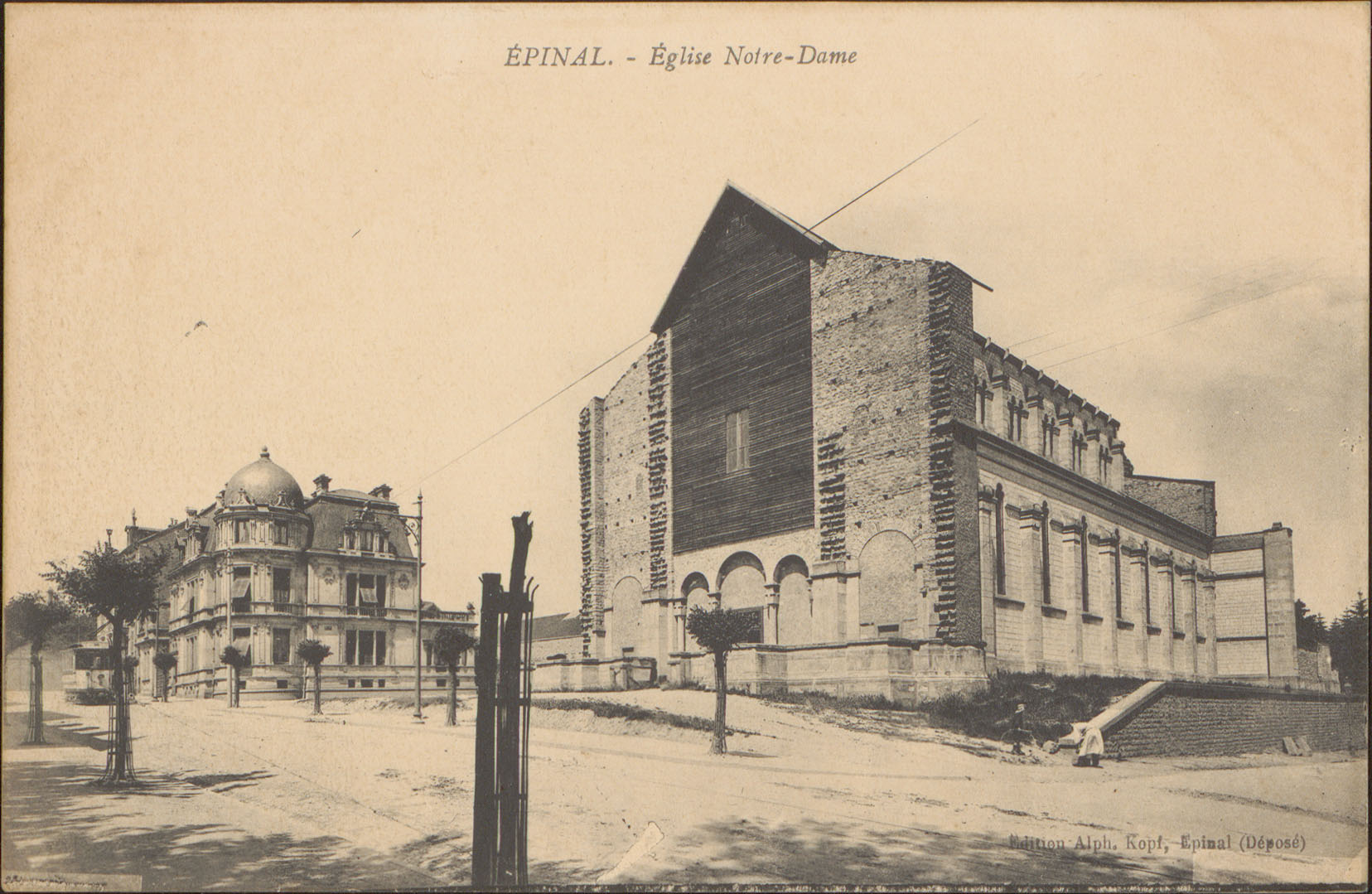
L'église Notre-Dame-au-Cierge en 1905, pendant sa construction.

Au xixe siècle, la ville d'Épinal souhaite construire une nouvelle église, éloignée de la basilique Saint-Maurice d'Épinal, pour répondre à une démographie croissante. En 1896, le curé de la ville Michel Auguste Brenier achète le terrain nécessaire à sa construction, rue Boulay-de-la-Meurthe. Il avait déjà fait restaurer la chapelle Saint-Michel d'Épinal entre 1876 et 1880.
Ainsi, le 10 juin 1900 est posée la première pierre de l'église Notre-Dame-au-Cierge, sous la présidence du vicaire général. Le nom de l'église provient d'une statuette de la Vierge, recueillie lors du « déluge de la Saint-Crépin » en 1778 par une famille spinalienne qui l'offrit plus tard à la nouvelle église. L'objet manquant dans une des mains de la Vierge est souvent remplacé par un cierge par les spinaliens.
En 1901, Eugène Curien devient archiprêtre d'Épinal et organise à ce titre plusieurs ventes de charité au profit de Notre-Dame. La construction de l'édifice progresse jusqu'en 1905 où la loi de séparation des Églises et de l'État force le curé à terminer les murs de l'église à l'aide de briques et de poutres en bois. La nouvelle paroisse est inaugurée officiellement le 19 janvier 1908 par l'évêque de Saint-Dié Alphonse-Gabriel Foucault.

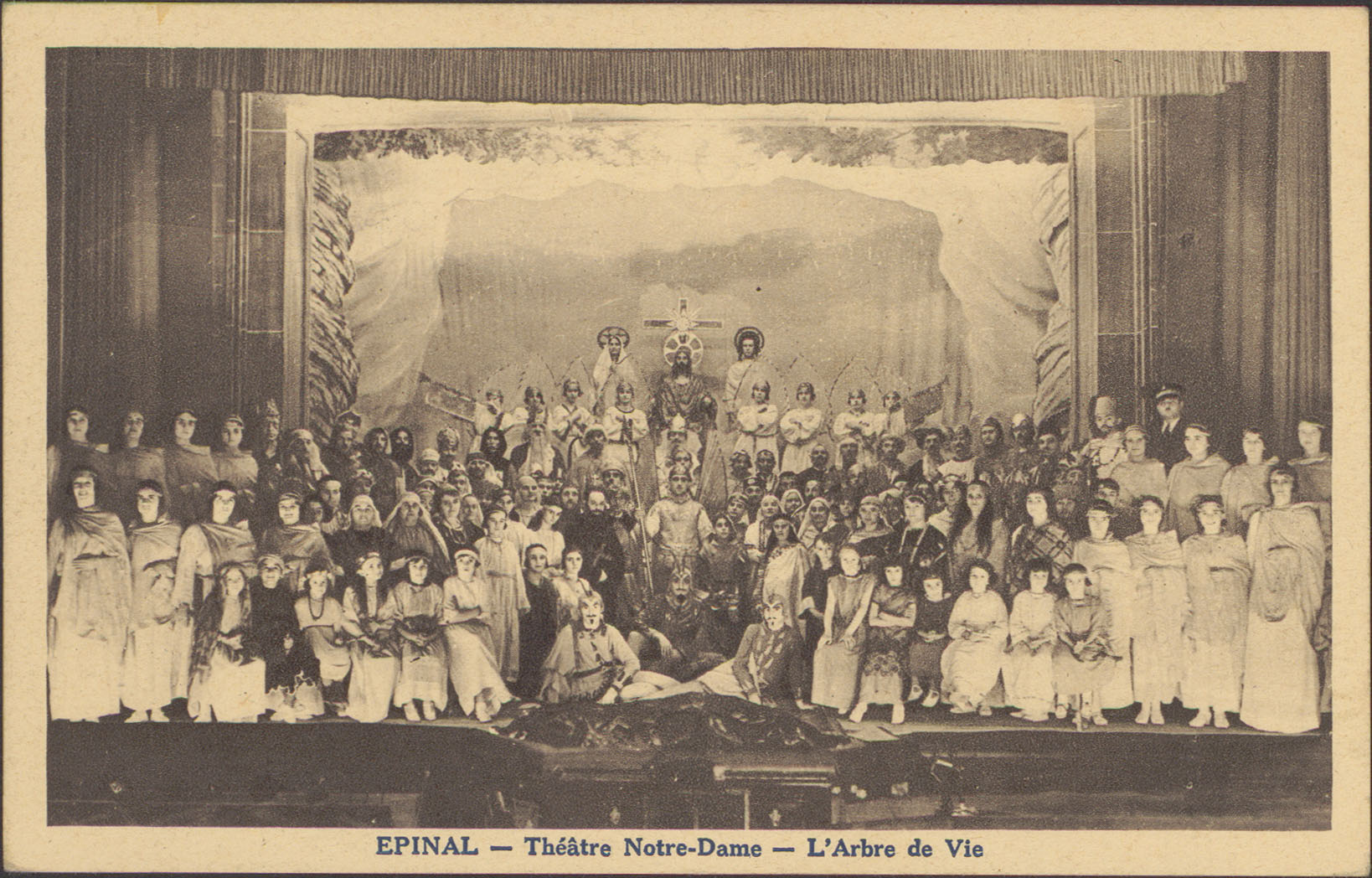
Représentation de L'arbre de Vie, une pièce de théâtre écrite par Pierre-Fourier Evrard, curé de Notre-Dame-au-Cierge.

Pierre-Fourier Evrard est nommé curé de la paroisse en décembre 1920. C'est sous son impulsion que l'église va connaître des travaux d'embellissement majeurs, et le prêtre va également développer des actions culturelles pour sa paroisse. Par exemple, il écrit des pièces de théâtre comme L'Arbre de Vie. En 1923, les travaux reprennent et consistent à embellir la façade de l'église par deux grandes tours et un portail : les pierres de ces tours ont été bénies par l'évêque Mgr Foucault.
De 1927 à 1939, les travaux d'embellissement se poursuivent : une rosace est ajoutée à la façade de l'église ; un orgue est inauguré par Henri Nibelle ; et une cloche vient se rajouter aux deux précédentes. Enfin, le chœur de l'église est achevé en 1936.

### De sa destruction à sa reconstruction

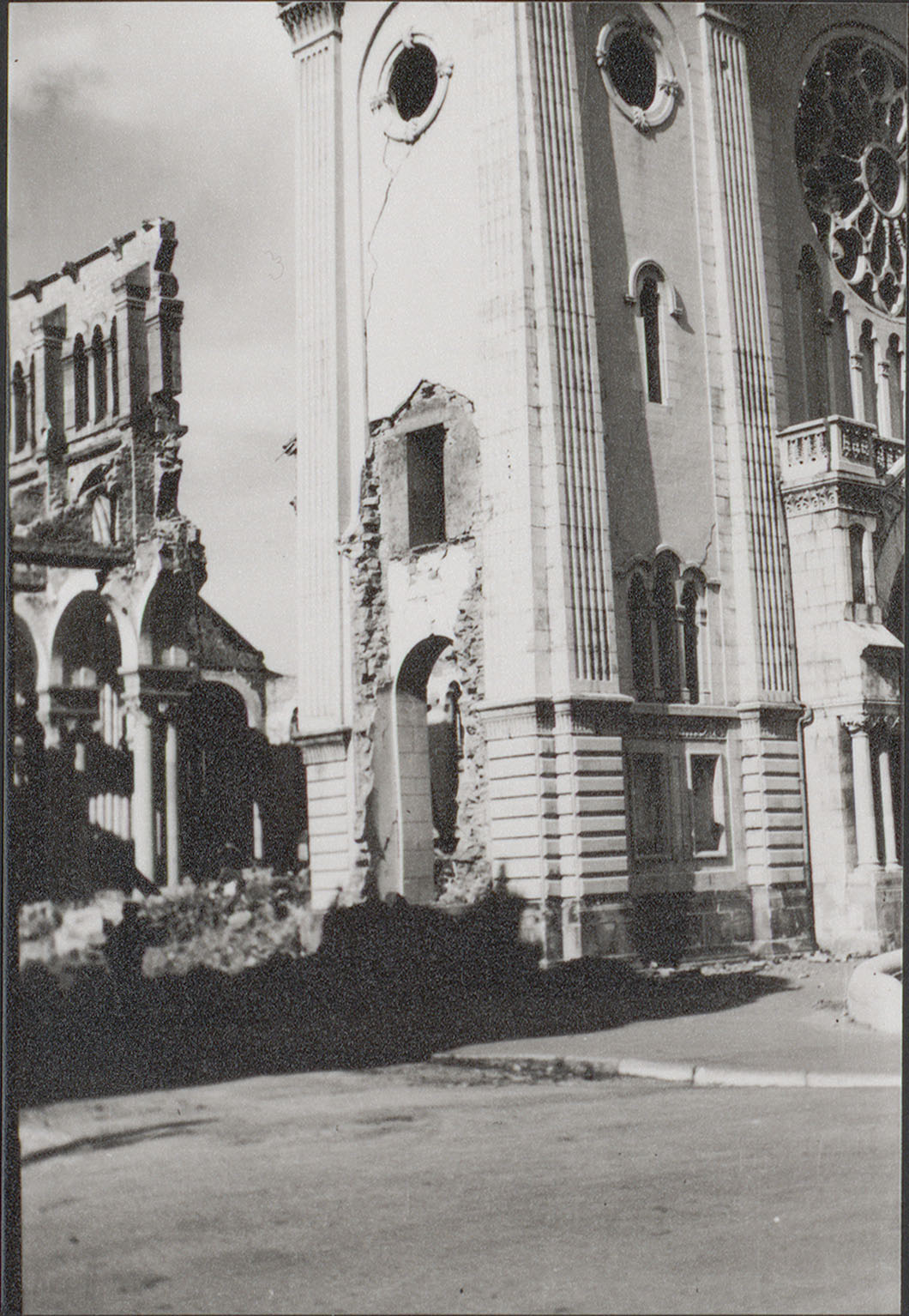
L'église Notre-Dame-au-Cierge détruite par les bombardements de 1944.

L'église est détruite à la suite des bombardements de 1944 : seule la façade et quelques pans de murs subsistent. Mais les habitants du quartier reconstruisent le 8 décembre 1946 une chapelle en bois provisoire : la décision de reconstruire une nouvelle église date de 1953.
À la suite de la Seconde Guerre mondiale, l'ensemble du quartier de la gare est reconstruit selon les préconisations du ministère de la Reconstruction et de l'Urbanisme. Ainsi, un nouvel axe de circulation  est créé pour relier la gare au centre-ville d'Épinal : l'avenue de Lattre de Tassigny. L'emplacement de la nouvelle église y est décidé, selon une orientation nord-sud et fait de Notre-Dame-au-Cierge un point central du nouveau quartier.
Le projet de reconstruction est confié à l'architecte Jean Crouzillard, ancien élève de l'École des Beaux-Arts qui est aidé de plusieurs architectes d'opération, comme Jean-Robert Bresolles et d'un dénommé Michenet, avec un budget de 120 millions de francs, alloué par les dommages de guerre. Les recommandations du ministère de la Reconstruction et de l'Urbanisme concernent l'économie et la rationalisation. C'est donc conformément à ces volontés que Jean Crouzillard choisit le béton comme matériau principal, comme Auguste Perret l'avait choisi pour l'église Saint-Joseph du Havre.
Il présente un premier projet en août 1955 qui montre l'ambition de l'architecte : la façade aurait dû avoir la forme d'un éventail vitré ; une haute tour devait s'élever amortie d'une statue de la Vierge tenant son fils vers le ciel. Ce projet est refusé au profit d'un second plus modeste et conforme aux directives du ministère : la tour est plus modeste et la statue n'est pas prévue. Le plan de Jean Crouzillard comporte notamment une crypte, un baptistère, afin de répondre aux besoins paroissiaux de la communauté et de pouvoir organiser des célébrations plus intimes, et une grande nef qui convient davantage à de grandes célébrations. Pour le décor de l'église, l'architecte fait appel à deux artistes : Gabriel Loire pour les vitraux ainsi que la grande verrière qui fermera l'abside, et Léon Leyritz pour le portail, le chemin de croix et d'autres ornements.
Les travaux se terminent deux ans après la pose de la première pierre : Notre-Dame-au-Cierge est consacrée le 12 octobre 1958.

## Description

### La structure
Notre-Dame-au-Cierge est témoin des changements architecturaux de son temps : l'aspect triomphaliste laisse place à une certaine sobriété, censée appeler à la prière et au silence. Sa modernité fait qu'elle s'accorde avec le reste du quartier reconstruit. L'église est de forme rectangulaire : les faces avant et arrière sont légèrement incurvées, le toit est quant à lui de forme arrondie. L'ensemble mesure environ 55 m de long et 32 m de large pour une surface totale d'environ 1 560 m2. Les quatre angles de maçonnerie cantonnent le rectangle. L'angle du nord-ouest accueille les sacristies sur quatre niveaux, et l'angle du nord-est constitue la base de la tour du clocher et abrite également le baptistère.
La façade principale est composée de deux niveaux, dont le premier, réalisé en moellon tient en son centre le portail. De chaque côté du portail, on trouve des chrismes. Le portail est surplombé par un auvent incurvé en béton, par-dessus lequel se trouve le deuxième niveau constitué d'une verrière non-figurative. Les lignes sont principalement verticales et épurées afin de laisser passer la lumière. L'abside au nord est fermée par la grande verrière du maître Gabriel Loire qui occupe presque toute la hauteur du mur. Les façades latérales sont construites en dent de scie et composées alternativement de béton et de vitraux.

### L'aménagement intérieur

#### La nef
À l'intérieur, on retrouve seize colonnes qui servent à délimiter l'espace principal et les bas-côtés. Des poutres s'entremêlent au plafond et forment une série de losanges, forme qui rappelle la structure de métal de la verrière. Depuis l'entrée de l'église, les vitraux latéraux ne sont pas visibles mais laissent passer la lumière. Ce n'est que lorsqu'on avance vers le chœur que les vitraux se dévoilent ; on passe alors d'une salle d'apparence bétonnée, à une pièce complètement illuminée et colorée par les teintes des vitraux.

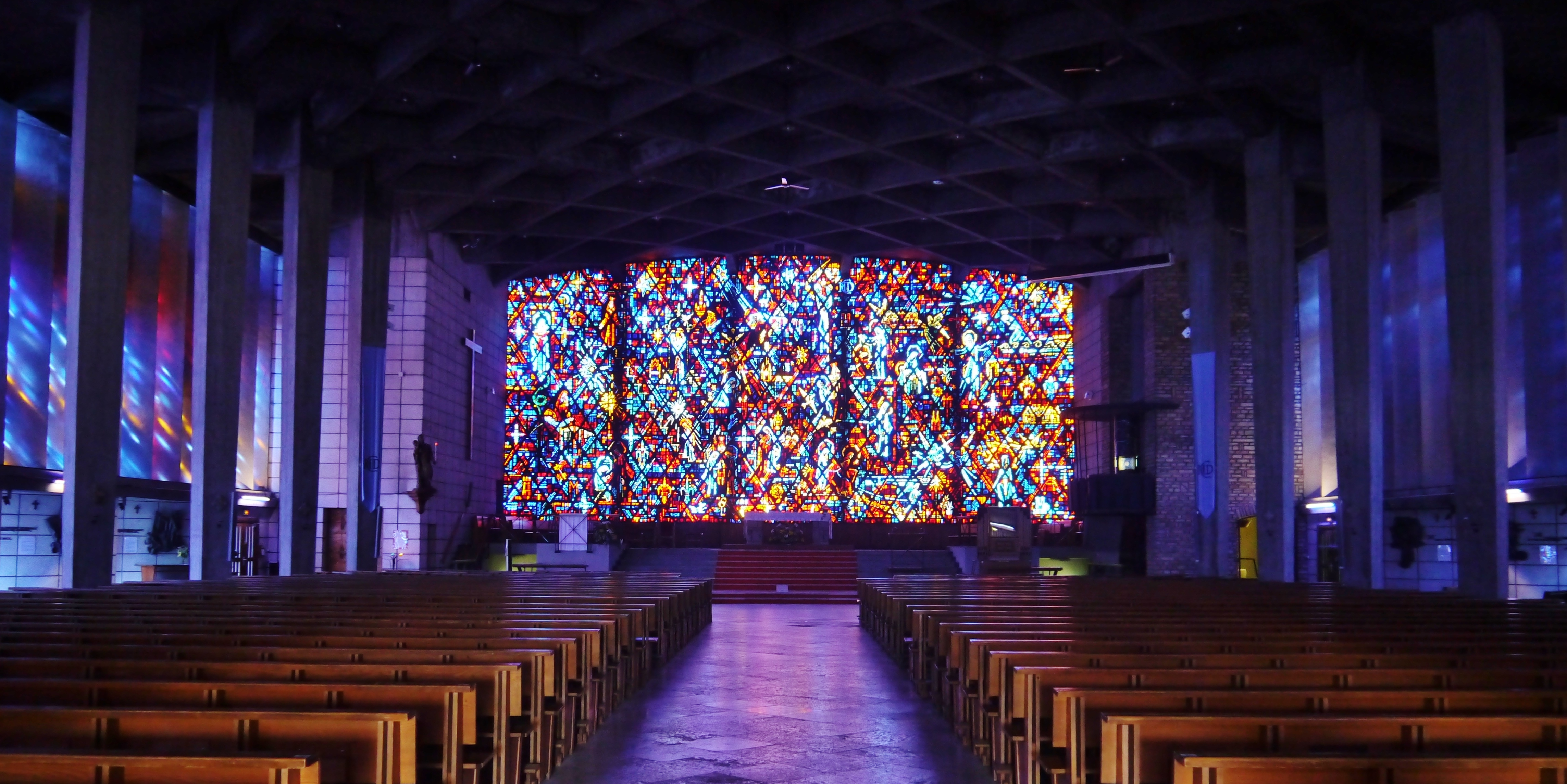
L'intérieur depuis l'entrée principale ; les vitraux ne sont pas visibles mais offrent un jeu de lumières.
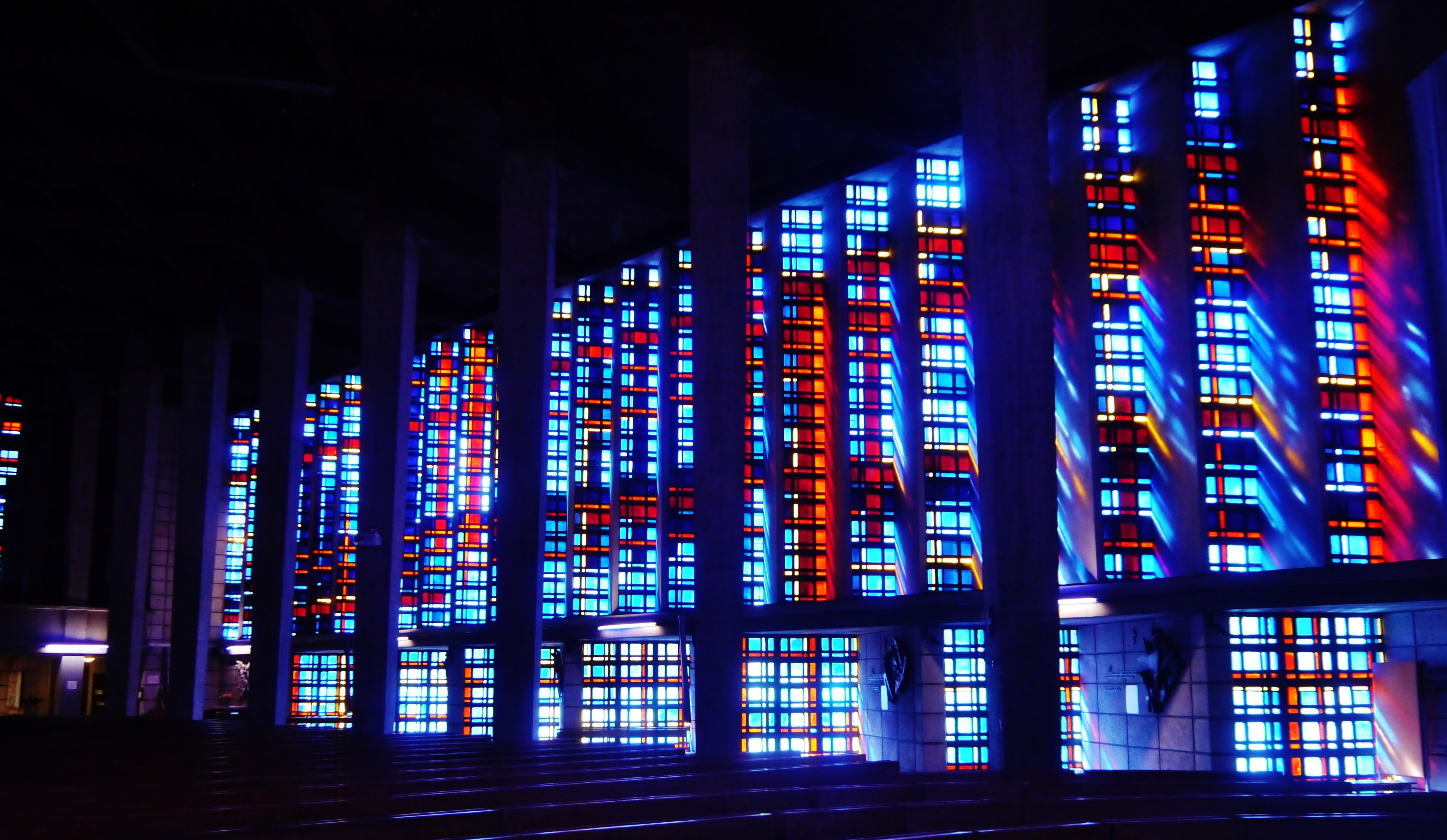
Les vitraux vus depuis le chœur de l'église.

#### Le baptistère
Conçu pour répondre à des besoins paroissiaux, le baptistère se trouve à la base de la tour du clocher, dans l'angle nord-est. Cette pièce comprend en son centre une vasque de pierres blanches et d'un couvercle métallique en forme de cône amovible. On peut aisément élever ou abaisser ce dernier grâce à un système de poulies qui se trouve dans le plafond. Lorsque la vasque est fermée par son couvercle, l'ensemble peut être entouré par un cercle de métal et aussi large que la vasque. On trouve sur celui-ci des symboles en lien avec le baptême issus de l'Ancien et du Nouveau Testament : l'Arche de Noé, Moïse sauvé des eaux, ou encore le baptême du Christ. Léon Leyritz a confectionné et décoré cet ensemble.

#### La crypte
La crypte se trouve au sous-sol de l'église, et plus précisément sous le chœur de la nef, non-loin des sacristies. La chapelle et le départ des escaliers du clocher s'y font face symétriquement. Ce lieu sert surtout aux petites cérémonies ou comme chapelle de semaine. L'autel, bloc monolithique de marbre blanc, est conservé depuis la création de l'église alors que le reste du mobilier a été changé en 1974. C'est également dans la crypte que se trouvait auparavant, la statue de la Vierge du xviiie siècle, qui se trouve désormais à l'entrée du chœur de l'église. 

## Éléments décoratifs

### La verrière
La lumière est un élément important de cette église : la sobriété des lignes architecturales accordent une grande place à la lumière, qui doit appeler à la contemplation et à la méditation. L'ensemble des vitraux de l'église ont été réalisés par Gabriel Loire. Hormis la grande verrière du chœur, ils sont tous abstraits et majoritairement teintés de bleu et de rouge. La principale verrière, en un seul tenant mesurant 180 m2, constitue la plus grande de France. Les 396 panneaux losangés qui la composent mesurent 1,16 m de haut et 0,78 m de large. Ce vitrail représente la vie de la Vierge Marie, depuis l'Immaculée conception jusqu'à son couronnement au ciel : on y retrouve des scènes comme l'Annonciation, le Mariage de la Vierge ou bien la Fuite en Égypte. Au total, on dénombre dix-sept scènes regroupées en 3 cycles  (sa jeunesse, sa vie familiale et sa glorification précédée de la Passion du Christ) qui se lisent de haut en bas en diagonale en partant du côté ouest. D'autres symboles ont été représentés à proximité des scènes pour faciliter la compréhension. On retrouve aussi des figurations d'autres sites religieux mariaux, comme Lourdes ou Pontmain.

### Le portail
Il s'agit de deux vantaux coulissants en cuivre recouverts de plaques d'émail réalisées par Léon Leyritz en 1958. Il a été restauré et rendu à l'église en juillet 2019, puis inauguré en septembre 2019. Une croix du Christ de couleurs noire et blanche est représentée au centre du portail, dont chaque moitié se trouve sur un vantail différent. Elle compte cinq petits ronds rouges, symbolisant les plaies du Christ. Autour de la croix se trouvent les quatre symboles des évangélistes, le soleil, la lune, ainsi que les symboles des sept premières planètes du système solaire. Sur la partie la plus basse du portail, il y a un arc-en-ciel, symbole de l'Ancien Testament. L'œuvre de Léon Leyritz représente le Christ rayonnant sur le monde, à l'instar de la rosace qui ornait la façade de la première Notre-Dame.

### Le chemin de croix
Le chemin de croix de Notre-Dame-au-Cierge est également la réalisation de Léon Leyritz. Il est fait de plomb et en quatorze stations, dont seules la première et la dernière figurent le Christ. L'artiste a rendu son œuvre originale en représentant le Christ par la couronne d'épines ou par la croix qu'il porte.

## Pour approfondir